# Un puits de dollars
Un puits de dollars est une histoire en bande dessinée de Carl Barks. Elle met en scène Balthazar Picsou avec ses neveux Donald Duck, Riri, Fifi et Loulou ; il affronte les Rapetou. Elle se déroule à Donaldville et dans une prairie en rase campagne.

## Synopsis
Les Rapetou ont décidé de creuser un puits à l'horizontale pour dévaliser le coffre-fort de Picsou. Grâce à un ordinateur-calculateur dernier cri, l'archi-milliardaire trouve une solution, mais ses vieux lorgnons usés vont lui faire risquer inutilement sa fortune. Ainsi, il déménage sa fortune sous une colline, mais lit mal le numéro de terrain de celle-ci à cause de ses lorgnons. Les Rapetou, possédant le terrain, créent un puits ( ressemblant à un puits de pétrole ) pour faire sortir l'argent. Les Rapetou apprennent alors par l'intermédiaire de leur grand- père que le terrain ne leur appartient pas. S'ensuit alors une course-poursuite pour acheter le terrain. Picsou arrive en premier grâce à une ruse et récupère son argent.

## Fiche technique
- Histoire n°WUS 21.
- Éditeur :
- Titre en anglais : The Money Well (littéralement « le puits d'argent »).
- Titre en français : Un puits de dollars, ce titre le plus ressemblant à l'original a été utilisé pour la réédition d'avril 2005. Auparavant, l'histoire a été publiée en France sous les titres La colline des bonnes affaires et La montagne d'or.
- 26 planches.
- Auteur et dessinateur : Carl Barks.
- Première publication aux États-Unis: Uncle Scrooge n°21, mars 1958.
- Première publication en France : Journal de Mickey n°1362, 1978.

## L'histoire dans l'œuvre de Carl Barks
Un puits de dollars a une intrigue traditionnelle : face à un plan des Rapetou, Picsou semble découvrir une solution infaillible, finalement plus dangereuse pour son argent que les Rapetou.
Onze ans après la création de Picou, Barks développe encore l'univers de Donald Duck. Les évocations au métier de cireur de chaussures rappellent le premier métier du jeune Picsou, à Glasgow ; Barks dessina en 1963 une histoire de Tony Strobl qui raconte explicitement cette carrière. Barks détaille le terrain vague autour du coffre : c'est l'ancien site de Fort Donaldville, raccrochant la ville fictive à l'histoire coloniale des États-Unis d'Amérique.
Une scène peut poser un problème de continuité : Gracié Rapetou, grand-père des malfrats, ne reconnaît pas Picsou sur la 24e planche. Pourtant, dans une histoire d'août 1957, La course fantastique sur la rivière, Picsou raconte à Grand-Mère Donald sa lutte contre Gracié et ses fils aux temps des bateaux à vapeur sur le Mississippi.
Si Géo Trouvetou n'invente pas une solution au problème de Picsou, ce dernier fait preuve d'astuce en utilisant une fissure entre des couches de schistes pour développer une poche où cacher son argent. De nos jours, cette méthode permet de stocker du gaz naturel en profondeur. Barks a pu trouver cette idée dans un dossier de la revue National Geographic à laquelle il était abonné.

## Son utilisation dans l'œuvre de Don Rosa
Le grand nombre d'évocations au passé de Picsou a inspiré plusieurs intrigues à Don Rosa, dont le travail se veut dans le prolongement des histoires de Carl Barks.
Dans la Jeunesse de Picsou, la biographie du canard le plus riche du monde :
- la carrière de cireur de chaussures est une intrigue importante du premier épisode (« Le Dernier du clan McPicsou »),
- l'achat des lorgnons en Écosse en 1885 est évoqué dans l'épisode 5 (« Le Nouveau Maître du manoir McPicsou »),
- le terrain concédé n°26 fait une apparition rapide dans l'épisode 10 (« L'Envahisseur de Fort Donaldville »).

Enfin, l'histoire coloniale de Donaldville est contée par Don Rosa dans Sa Majesté Picsou Ier, et le fort reconstruit après une enquête de Riri, Fifi et Loulou lors de leur épreuve d'adhésion aux Castors Juniors, dans C.E.S.T.D.U.C.H.A.R.A.B.I.A..